# 罗家祠
罗家祠，位于中国广东省惠州市惠东县高潭镇黄坑村，为惠东县的一个县级文物保护单位，类型为古建筑，公布时间为1987年。
罗家祠的历史年代为1927年。